# Manngold
Manngold is een Belgische band die in 2008 werd opgericht door de Chileense maar in Gent verblijvende gitarist Rodrigo Fuentealba. Opmerkelijk is dat de band twee drummers in de rangen heeft.
De band speelt soms ook onder een grotere bezetting onder de naam ’Manngold de Cobre’, waarbij ’de cobre’ verwijst naar een achtkoppige blazerssectie onder leiding van Peter Vermeersch.
Het debuutalbum uit 2014 werd uitgebracht onder de grote bezetting. In 2016 volgde het eerste album in kleine bezetting. De band werd in de tussenperiode aangevuld met synthesizerspeler Kwinten Mordijck, die oorspronkelijk (als saxofonist) deel uitmaakte van Vermeersch’ blazerssectie.
De band speelde onder meer op het Gent Jazz Festival.

## Discografie
- Manngold de Cobre (2014)
- Manngold (2016)